# Lycosa artigasi
Lycosa artigasi este o specie de păianjeni din genul Lycosa, familia Lycosidae, descrisă de Casanueva, 1980. Conform Catalogue of Life specia Lycosa artigasi nu are subspecii cunoscute.